# Litsea yunnanensis
Litsea yunnanensis là loài thực vật có hoa trong họ Nguyệt quế. Loài này được Yen C. Yang & P.H. Huang miêu tả khoa học đầu tiên năm 1978.